# Adam Ludwig Lewenhaupt
Adam Ludvig Lewenhaupt, né à Copenhague le 15 avril 1659, mort le 12 février 1719, est un général suédois.

## Biographie
Orphelin à l'âge de neuf ans, il est élevé par Per Brahe. Après avoir étudié à Lund, Rostock, Wittenberg et Uppsala, il se destine à une carrière de diplomate avant de l'abandonner pour devenir militaire. À partir de 1684, il sert dans l'armée autrichienne contre les Turcs, puis sous Guillaume III pendant la guerre de la Ligue d'Augsbourg. En 1689, il se marie avec sa cousine Brita Dorothea Lewenhaupt.
Il retourne en Suède en 1697 et est placé à la tête d'un régiment d'infanterie lorsque la grande guerre du Nord éclate. Il est l'un des rares commandants militaires suédois à remporter des succès contre les Russes pendant que Charles XII mène sa campagne contre Auguste II de Pologne. Il remporte la bataille de Jēkabpils en 1704 et celle de Gemauerthof en 1705 et est nommé gouverneur de Riga.
En 1708, il reçoit l'ordre de prendre le commandement d'une armée chargée d'escorter un convoi de ravitaillement destiné à l'armée principale de Charles XII qui vient d'envahir la Russie. Mais il est vaincu par les Russes à la bataille de Lesnaya et se trouve contraint d'abandonner le convoi. En 1709, après avoir fait sa jonction avec l'armée principale, il est à la tête de l'infanterie lors de la désastreuse bataille de Poltava, causée en partie par ses fréquentes disputes avec Carl Gustav Rehnskiöld, puis signe la capitulation de Perevolochna par laquelle il se rend aux Russes avec ses 12 000 hommes. Fait prisonnier, il est emmené à Moscou et Charles XII, furieux de sa capitulation, ne fait rien pour obtenir sa libération. Il meurt à Moscou en 1719.